# Theodor Bruun
Pour les articles homonymes, voir Bruun.
Theodor Bruun (né le 18 mai 1821 à Hamina – mort le 3 septembre 1888 à  Vehkalahti) est un baron finlandais qui sera Ministre-Secrétaire d'État pour la Finlande de 1881 à 1888.